# Teatr Ochoty w Warszawie
Teatr Ochoty im. Jana i Haliny Machulskich – teatr znajdujący się w Warszawie, przy ul. Reja 9 w dzielnicy Ochota.

## Historia
Teatr założyło w 1970 małżeństwo Jan i Halina Machulscy. Od 1976 r. teatr wystawiał sztuki Szekspira w Zamościu, co dało początek Zamojskiemu Latu Teatralnemu.
Sala teatru liczy ok. 100 miejsc. Przy teatrze działa ognisko teatralne, które wykształciło kilka pokoleń artystów.
W 2020 zmieniono nazwę placówki z Teatr Ochoty – Ośrodek Kultury Teatralnej na obecną: Teatr Ochoty im. Haliny i Jana Machulskich.

## Dyrektorzy
- Jan Machulski (1970–1996)
- Tomasz Mędrzak (1996–2008)
- Joanna Nawrocka (od 2010)